# سیارک ۴۰۴۱
سیارک ۴۰۴۱ (به انگلیسی: 4041 Miyamotoyohko، نامگذاری:1988DN1) چهار هزار و چهل و یکمین سیارک کشف شده‌است که در ۱۹ فوریه ۱۹۸۸ کشف شد.
قدر مطلق سیارک برابر ۱۱٫۴۰ است.